# Aphorista morosa
Aphorista morosa är en skalbaggsart som först beskrevs av Leconte 1859.  Aphorista morosa ingår i släktet Aphorista och familjen svampbaggar. Inga underarter finns listade i Catalogue of Life.